# L (角色)
艾爾·羅萊特（日語：エル・ローライト），通稱L，是大場鶇和小畑健所合著的日本漫畫《死亡筆記本》及其改編作品中的一位虛構偵探角色。他是行徑怪異的天才，被稱為世界上能力最高超的偵探。他與故事的主角夜神月──一位被稱為「奇樂」，企圖以殺人來消除罪惡、並創造新世界的人──對抗，是故事前半部的主角之一。
在動畫版中、日語配音員為山口勝平，臺灣版配音員為曹冀魯，粵語版配音員為黃啟昌，英語版配音員為亞歷山卓‧朱利安尼，電影版演員為松山研一，電視劇版演員為山崎賢人，美國電影版演員為凱斯·史坦費爾德。

## 設計
原作大場鶇將L設計為青年，因為如果年齡比月大太多就不好玩了。為了要隱瞞本名，選擇了語感恰當的L。角色外型方面由小畑健全權負責，大場只給了「特殊坐姿、無精打采、英國和某國的混血兒」等設定，愛吃甜食是小畑添加的細節，在正式露面以前，大場想將L設計為看起來很酷的青年，但之後又因為要和月有所對比、而將其設計為怪人。為了讓L的臉也有帥氣的一面，小畑為其增加了黑眼圈，因為小畑認為同樣有黑眼圈的《惡魔人》主角不動明也很帥。
在L剛登場的期間，大場擔心這位偵探的舉止會不會過份地可疑，以致當他與月見面時、月會很快地發現他就是L。小畑將雙眼畫成沒有反光的純黑，也不畫眉毛，以表現他的無精打采。整體而言、讓讀者產生一種不知道L在想什麼的神祕感。而由於他漫不經心，因此在服裝上也不會特意選擇，因此為他設計了T恤和牛仔褲這種極其簡單的樣式。
大場認為，L的特立獨行最好是逐漸地展現出來，如果L在露面前就不停地吃甜食，那讀者將不會相信他是個超級偵探，只會把他當成怪人。大場和小畑都將L視為整部作品中自己最喜歡的人類角色，大場指出他是除了月以外最有個性的角色，而小畑則認為無論外觀或個性，L都是自己永遠創造不出來的，而且享受畫他的過程。
L的打鬥風格類似卡波耶拉，但小畑在繪畫該場景時並沒有做此一考量，只因為在戴手銬的情況下、用踢擊進行格鬥更為有效，就自然而然地畫成那樣。當在為主要角色安排形象顏色時，分配給L的顏色是金色。

## 劇中表現

L的記號:使用Cloister Black字體的L文字

L是行蹤成謎、也從未露面過的安樂椅偵探。他使用流河旱樹（Ryūga Hideki）、 龍崎（Ryūzaki）、 艾勒魯‧柯伊（Erarudo Koiru）和道努（Donūvu）等多個假名活動，而且後兩個身份已經發展成世界第二強和第三強的偵探。他透過他的助手渡與外界聯絡，並以Cloister Black字體寫成的字母L來做為符號。他的真實姓名沒有在原著提及，只在解說書《Death Note 13: How to Read》揭露。L有四分之一日本血統、四分之一英國血統、四分之一俄羅斯血統、四分之一法國或義大利血統。大場表示，出於故事需要，他必得是整部作品中最聰明的角色。此外，他認為L「有一點邪惡」。
雖然沒有直接證據，但L很早就懷疑夜神月是奇樂，儘管在多個場合中夜神月被證明是無辜的，但他仍堅信月必定是奇樂。L對自己的推理信心十足，並主動出擊以證明自己的觀點。然而因月的操作之下，死神雷姆為了保住彌海砂的性命而出手殺死L。死前L印證了自己的推理，但為時已晚。在L死後，月接管了L的身份並將之化為優勢。不過L最初的藏身處並未被發現，該處的個人電腦在閒置時會進入數十天的倒數設定，倒數終結時自動將L的死訊寄給同步取得倒數資訊的「華米之家」院長，促使兩位L的繼任者與月之間的鬥智。儘管L已經死亡，在L的繼任者尼亞出現時，月仍不斷地將尼亞與L的幻影聯想在一起。

## 評價
漫畫及動畫評論家對L的性格進行如下的評論：IGN的Tom S. Pepirium認為L是「當今動畫中酷到極點的角色」。Pepirium認為英語配音員優秀的演繹讓這一角色相當成功。動畫新聞網的Theron Martin認為故事吸引人之處，在於L與月的對決中、他們互相隱藏身份又試圖找出對方的身份。《Hyper》雜誌的團隊與Mania Entertainment的Julie Rosato贊同他的論點，後者認為L和月的對決是作品中最精彩的部份，也是這部作品如此獨特的原因。
PopCultureShock的寫手Carlos Alexandre雖然也讚揚他們之間的對抗，但他認為「L太過聰明」、「在L超乎人類的邏輯、洞察力和審辯式思維下，任何不起眼的小漏洞都會變得明顯」。在回顧漫畫第三集時，Rosato總結L的行動，認為他在這一集中大勝。因為他將月與自己的差距極速縮短、並讓一向冷靜的月暴怒。 Pepirium補充道，L的英語版配音員Alessandro Juliani在演繹L吃甜食時不知為何沒有刺激。
Theron Martin讚揚Alessandro Juliani的表現，認為他「捕捉到了L的神韻」。IGN將L列為有史以來第19大動畫角色，並評論「任何好的主要角色都需要挑戰，而L是《死亡筆記本》中最吸引粉絲的對手」，同網站的另一個類似排名中L排名第12，並評論「L和月是對方的完美剋星」。